# 扇谷上杉家
扇谷上杉家（羅馬字：Ōgigayatsu Uesugike）是室町時代在關東地方割據的上杉氏諸家之一。在日本戰國時代以武藏國為據點並成為大名，在南關東發展勢力。

## 歷史

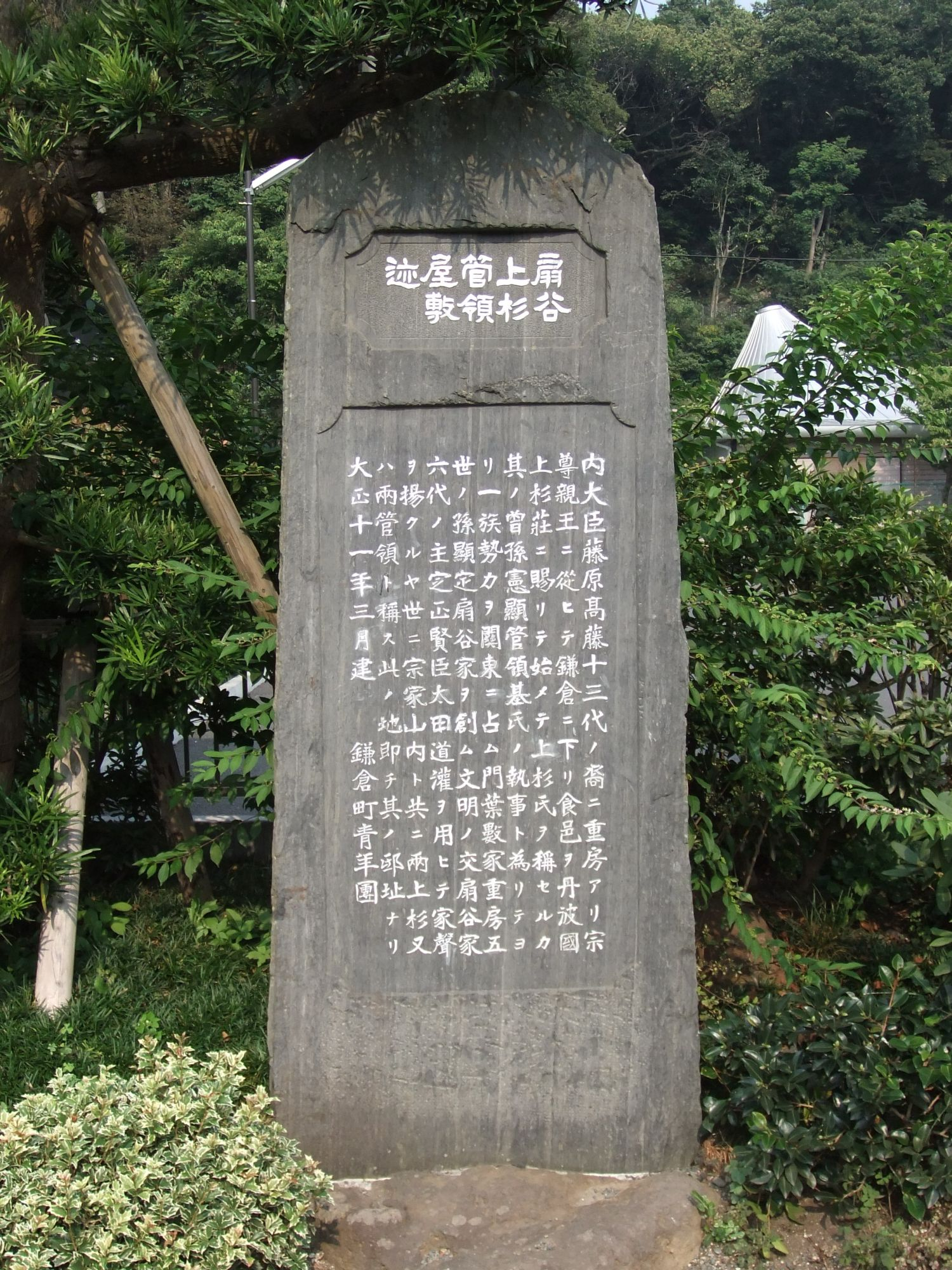
扇谷上杉管領屋敷跡（鎌倉市）

扇谷上杉氏的祖先是創立室町幕府的足利尊氏母方的叔父上杉重顯，日本南北朝時代的貞治年間，重顯的養孫上杉顯定前往關東，由重顯的兄弟上杉憲房的諸子開始，諸上杉家就同仕於鎌倉公方（關東公方），因為居住在鎌倉扇谷（現今鎌倉市扇谷）而有扇谷家的家名。
扇谷家與其他上杉諸家同樣有繼承關東管領的資格，但是在事實上此職是由宗家山內上杉家獨佔，所以在室町時代前半期，扇谷家都不是持有大勢力的家族。在應永23年（1416年）的上杉禪秀之亂中屬於鎌倉公方一方，在鎌倉公方滅亡的永享之亂中屬於關東管領山內上杉憲實一方，一直在勝利的一側活動。此時的當主上杉持朝在永享之亂發生後就任修理大夫，在結城合戰後任相模守護。在永享之亂後，因為山內上杉憲實堅持要隱退，室町幕府憂慮被指名的後繼者山內上杉清方經驗不足而希望持朝能夠輔助清方。
文安4年（1447年），足利成氏下向並再度振興鎌倉公方，但是在寶德2年（1450年），鎌倉公方成氏與山內上杉憲忠對立（江之島合戰），成氏在此時向山內家家宰長尾景仲和扇谷家家宰太田道真予以譴責。
之後鎌倉公方與關東管領一時間達成和睦，但是在享德3年（1454年），山內憲忠被鎌倉公方成氏暗殺，於是發展成全面戰爭（享德之亂）。足利成氏以古河為據點（古河公方），第8代室町將軍足利義政為了支援關東管領方而派遣異母兄足利政知前往關東，但是政知留在伊豆並成為堀越公方。因為扇谷家與堀越公方政知側近的澁川義鏡對立，於是以相模為中心並成長為戰國大名。在享德之亂時，扇谷上杉氏的上杉持朝命令家宰太田道真築起河越城、江戶城、岩槻城，於是為武藏的分國化建立起基礎（現今的主流指岩槻城築城者其實是成田正等），並把據點移到河越。
文明9年（1477年），山內家家臣長尾景春謀反並把主君上杉顯定流放至上野，在文明10年（1478年）以長尾景春為己方的古河公方成氏與山內顯定之間達成和睦。長尾景春之亂在扇谷家的領國武藏開始，但是扇谷家家宰太田道灌主導了這次亂事的平定，在扇谷家和山內家同様產生了當主與家宰的對立關係，文明18年（1486年），道灌被主君上杉定正暗殺。
後來扇谷家因為在關東的領地問題而與山內家對立，與山內家擁立的堀越公方政知相對，扇谷家則接近古河公方成氏，兩家甚至直接展開衝突（長享之亂）。明應2年（1493年），扇谷定正命令伊勢宗瑞（後來的北條早雲）攻撃堀越公方政知，但是伊勢宗瑞（北條早雲）在伊豆自立，子孫成為後北條氏。與扇谷家有同盟關係的古河公方成氏因為分裂而衰亡，而山內方在相模的領地亦被伊勢宗瑞（北條早雲）漸漸入侵而失去支配權（大森藤賴的小田原城等。因為藤賴叛變至山內上杉，扇谷上杉家請求宗瑞派兵，宗瑞因此可以漸漸擴張領地），上杉朝良（上杉定正的外甥‧下任扇谷家當主）受到伊勢宗瑞（北條早雲）和宗瑞的外甥‧主君駿河守護今川氏親的軍事支援而在立河原之戰獲勝，但是積極的的對應策略沒有受到效果，在河越城被包圍時，長享之亂以扇谷一側的降伏為告終。
但是山內家、扇谷家、古河公方等家族亦陷入內紛狀態（永正之亂）。後北條氏利用這次騒動來侵占相模，永正13年（1516年），扇谷家在相模的重鎮三浦道寸滅亡。
不久後後北條氏更開始侵攻武藏，大永4年（1524年），上杉朝興（上杉朝良的外甥‧下任扇谷家當主）從江戶城逃往川越。甲斐的武田信虎（信直）與兩上杉氏建立同盟並與後北條氏對決。扇谷朝興在天文2年（1533年）把女兒嫁給信虎的嫡男武田晴信（後來的信玄）來締結婚姻關係，但是武田信虎在扇谷朝興死去的天文7年（1538年）與後北條氏和睦並背棄了扇谷家。
扇谷朝興的兒子上杉朝定與山內家和解並再次與後北條氏戰鬥，但是在天文15年（1546年）的河越夜戰中戰死（有異説），扇谷家滅亡。
扇谷家的名跡由一族的上杉憲勝繼承，永祿4年（1561年），依賴繼承山內家家督和關東管領職的越後長尾景虎（上杉謙信）而成為武藏松山城城主，但是在永祿6年（1563年）降伏於後北條氏。之後下落不明。
還有繼承山內家名跡的米澤藩藩主上杉綱憲的實父吉良義央有扇谷家的血統，因此以後的上杉家都是扇谷家的血統（吉良義央的父親義冬和祖父義彌的母親都是駿河今川氏出身，駿河今川氏第6代當主今川義忠的母親是扇谷上杉家出身）。

## 歷代當主
- 上杉重房
- 上杉賴重
- 上杉重顯
- 上杉朝定
- 上杉顯定（居住在扇谷之地）
- 上杉氏定
- 上杉持定
- 上杉持朝
- 上杉顯房
- 上杉政真
- 上杉定正
- 上杉朝良
- 上杉朝興
- 上杉朝定
- 上杉憲勝

## 主要家臣
- 太田氏
  - 太田資清
  - 太田道灌
  - 太田資賴
  - 太田資高
  - 太田資正
- 上田氏
  - 上田政盛
  - 上田政忠
  - 上田朝直
- 三浦氏
  - 三浦時高
  - 三浦高救
  - 三浦義同
  - 三浦義意
- 大森氏
  - 大森氏賴
  - 大森實賴
  - 大森藤賴
- 千葉氏
  - 千葉實胤
  - 千葉自胤
- 曾我氏
  - 曾我祐重
- 難波田氏
  - 難波田廣儀
  - 難波田憲重
  - 難波田憲次
- 廣澤氏
  - 廣澤元家
  - 廣澤忠信
- 大胡氏
  - 大胡重行
- 島村氏
  - 島村家吉
- 宇田川氏
  - 宇田川定氏

## 關連項目
- 上杉氏
- 長享之亂
- 永正之亂
- 吉良氏